# N-Этил-N-гидроксиэтил-п-фенилендиамин сульфат
Не следует путать с другим цветным проявляющим веществом CD-2 (Color Developing Agent 2).
N-Эти́л-N-гидро́ксиэти́л-п-фениле́ндиами́н сульфа́т (эти́ло́ксиэти́лпа́рафениле́ндиами́нсульфа́т, N-этил-N-β-оксиэтил-п-фенилендиаминсульфат) — органическое соединение с формулой C10H18N2O5S. Используется как цветное проявляющее вещество парафенилендиаминового ряда в фотографии.
Торговые названия: ЦПВ-2  (Цветное проявляющее вещество-2, СССР и Россия), CD-32 (Eastman Kodak, США), Т-32 (Orwo, ГДР и Германия) и другие.

## Физические и химические свойства
Серый порошок, на воздухе окисляющийся до чёрного цвета. Вещество технической чистоты может выглядеть как мелкие кристаллы серого или коричневого цвета. Хорошо растворим в воде, плохо в спирте, нерастворим в бензоле и эфире.
От ЦПВ-1 вещество отличается наличием гидроксильной группы, которая затрудняет проникновение через кожные покровы.

## Применение

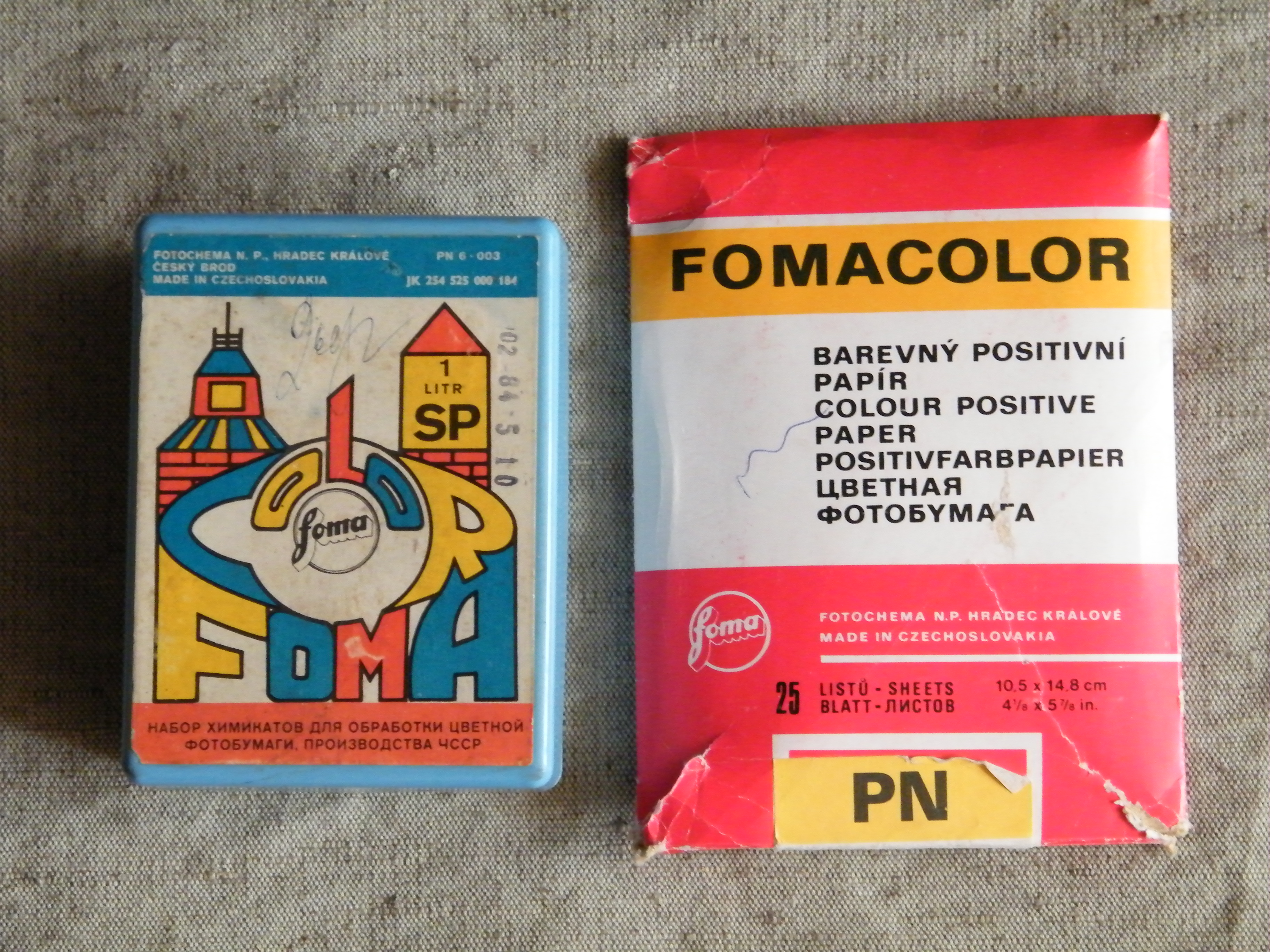
Фотобумага Fomacolor PN и набор химикатов Fomacolor SP для её лабораторной обработки (Чехословакия, 1980-е годы), в состав проявителя входил ЦПВ-2.

Данное проявляющее вещество применялось в растворах для обработки цветных позитивных фотоматериалов, прежде всего, для цветных фотобумаг. Также применялось для обработки цветных обращаемых материалов фирмы Ansco.
После 1990-х годов вещество полностью вышло из употребления и не применяется в используемых фотографических процессах. В настоящее время (2017 год) все выпускаемые цветные фотобумаги предназначены для обработки по процессу RA-4, где в качестве цветного проявляющего вещества используется CD-3. Для других цветных позитивных материалов, например, для кинопозитивных плёнок, используется процесс ECP-2, где применяется CD-2.

## Токсичность
Вещество токсично, рекомендуется работать с ним в резиновых перчатках, избегать попадания внутрь (при питье или при приёме пищи). Вызывает слабое раздражение кожи (значительно меньшее, чем у ЦПВ-1). Может вызывать покраснение глаз и раздражение дыхательных путей. Не обладает канцерогенным действием.

## Синонимы
ЦПВ-2 (СССР, Россия), CD-32 (Color Developing Agent 32, Eastman Kodak, США), Т-32 (Orwo, ГДР, Германия), Activol N 8 (Agfa, ФРГ, Германия), Activol X (Johnson), Dioxychrome, S-41 (Ferrania 3M), S-5 (Ansco, США).